# Torpa socken, Södermanland
Torpa socken i Södermanland ingick i Åkerbo härad, ingår sedan 1971 i Kungsörs kommun och motsvarar från 2016 Torpa distrikt.
Socknens areal är 57,84 kvadratkilometer, varav 57,78 land. År 2000 fanns här 536 invånare. Sockenkyrkan Torpa kyrka ligger i socknen. 

## Administrativ historik
Torpa socken har medeltida ursprung. Före 1622 ingick socknen i Västerrekarne härad. 9 september 1700 utbröts Kung Karls socken (Karlskyrka socken).
Vid kommunreformen 1862 övergick socknens ansvar för de kyrkliga frågorna till Torpa församling och för de borgerliga frågorna till Torpa landskommun. Landskommunen inkorporerades 1952 i Kung Karls landskommun som 1971 uppgick i Kungsörs kommun. Församlingen uppgick 2006 i Kungsörs församling.
1 januari 2016 inrättades distriktet Torpa, med samma omfattning som församlingen hade 1999/2000.
Socknen har tillhört fögderier, tingslag och domsagor enligt vad som beskrivs i artikeln Åkerbo härad.  De indelta soldaterna tillhörde Västmanlands regemente, Kungsörs kompani, Livregementets grenadjärkår, Kungsörs kompani och Livregementets husarkår.

## Geografi
Torpa socken ligger öster om Kungsör söder om Mälarviken Galten. Socknen har odlingsbygd i norr vid Mätaren och skogsbygd i söder.

## Fornlämningar
Från bronsåldern finns gravrösen, skärvstenshögar och sliprännestenar. Från järnåldern finns 34 gravfält och tre fornborgar.

## Namnet
Namnet (1314 Thorpähäräd) med härad menande bygd. Torp(a) kan komma från en nu försvunnen kyrkby och här ha betydelsen 'betesmark'.